# Nord LB Open 2006
Il Nord LB Open 2006 è stato un torneo di tennis facente parte della categoria ATP Challenger Series nell'ambito dell'ATP Challenger Series 2006. Il torneo si è giocato a Braunschweig in Germania dal 19 al 25 giugno 2006 su campi in terra rossa.

## Vincitori

### Singolare
Jan Hájek ha battuto in finale  Fernando Vicente con il punteggio di 6–1, 6–3

### Doppio
Tomas Behrend /  Christopher Kas hanno battuto in finale  Máximo González /  Sergio Roitman con il punteggio di 7–6(5), 6–4